# Tony Porcel
Pour les articles homonymes, voir Porcel.
Antoine Porcel dit Tony Porcel, né le 17 décembre 1937 à Oran en Algérie, et mort le 22 mars 2014  à Saint-Julien-en-Genevois, est un boxeur français.

## Biographie
Boxeur professionnel de 1963 à 1973, il bat Michel Lamora en 1966 en championnat de France à Villeurbanne, puis perd son titre en 1967 face à Pierre Vetroff. De nouveau champion de France des poids coqs entre 1970 et 1971, il crée ensuite la section boxe de l’Association sportive de Villeurbanne Éveil lyonnais (ASVEL) et forme des boxeurs comme Madjid Madhjoub, champion de France des super-légers en 1988.